# Sępólno Krajeńskie
Sępólno Krajeńskie (udale: [sɛmˈpulnɔ kraˈjɛɲskʲɛ], tysk: Zempelburg) er en by i det nordlige Polen, i voivodskabet Kujawsko-pomorskie og har 8.914(2021) indbyggere, og et areal på 5,82 km². Den er en del af powiat (amt) Sępólno.
Zempelburg var en del af Storpolen indtil 1772. Fra 1772 til 1807 tilhørte det Preussen. Fra 1807 til 1815 var det en del af hertugdømmet Warszawa. Byen blev generobret af Preussen og blev en del af Vestpreussen fra 1815 til 1920.

## Geeografi
Sępólno Krajeńskie ligger 190 kilometer øst for Stettin, 35 kilometer østnordøst for Złotów (Flatow) og 63 kilometer nordvest for Bydgoszcz (Bromberg)

## Galleri
- Markedsplads med krigsmindesmærke for den tyske besættelse under anden verdenskrig (2012)
- Rådhus
- Bro i den gamle bydel
- Postkontor
- Bibliotek
- Panorama med Zempelburger See (Jezioro Sępoleńskie) med byen i baggrunden, 2011